# Harry Potter e o Prisioneiro de Azkaban (trilha sonora)
A trilha sonora de Harry Potter e o Prisioneiro de Azkaban (inglês: Harry Potter and the Prisoner of Azkaban - Original Motion Picture Soundtrack) de 2004 é a terceira e última trilha da série a ser composta e conduzida por John Williams. A trilha sonora foi executada no Abbey Road Studios, em Londres, com músicos de sessão, com o London Voices e a London Oratory School Schola fazendo apresentações vocais. A trilha sonora foi orquestrada por Conrad Pope e Eddie Karam. A trilha sonora é muito diferente das duas anteriores, pois o diretor, Alfonso Cuarón, queria que a música tivesse uma abordagem diferente. Ela introduziu três temas principais: "Window to the Past", "Double Trouble" e "Buckbeak's Flight". Outros motivos novos e repetitivos foram compostos para o Vira-Tempo, Peter Pettigrew e a caçada de Sirius Black por Harry. O álbum foi lançado em 25 de maio de 2004 e ficou em 68º lugar na Billboard 200 e também em 3º lugar na Top Soundtracks Chart.
O álbum foi indicado ao Oscar de Melhor Trilha Sonora Original, ao Grammy de Melhor Trilha Sonora em Mídia Visual e ao World Soundtrack Award de Melhor Trilha Sonora Original do Ano. Em 2018, a trilha sonora foi lançada pela La-La-Land Records como um conjunto de CDs com dois discos, englobando a trilha completa do filme como parte de uma caixa de edição limitada com as trilhas sonoras dos três primeiros filmes de Harry Potter.

## Faixas

### Harry Potter - The John Williams Soundtrack Collection: Disc 6
| A trilha sonora do filme |                                              |         |  |
| N.º                      | Título                                       | Duração |  |
| 1.                       | "Lumos! (Hedwig's Theme)"                    | 1:43    |  |
| 2.                       | "Aunt Marge's Waltz"                         | 2:18    |  |
| 3.                       | "Parents' Portrait and The Empty Playground" | 1:02    |  |
| 4.                       | "The Knight Bus [versão extendida]"          | 3:56    |  |
| 5.                       | "Monster Book and Discussing Black"          | 2:00    |  |
| 6.                       | "Apparition on the Train [versão do filme]"  | 2:18    |  |
| 7.                       | "Double Trouble"                             | 1:38    |  |
| 8.                       | "Trouble Takes Many Forms"                   | 1:52    |  |
| 9.                       | "Rainy Nights, Dementors and Birds"          | 1:03    |  |
| 10.                      | "The Courtyard and Sir Cadogan"              | 1:23    |  |
| 11.                      | "The Hippogriff Lesson"                      | 1:31    |  |
| 12.                      | "Befriending the Hippogriff"                 | 1:45    |  |
| 13.                      | "Buckbeak's Flight"                          | 2:10    |  |
| 14.                      | "The Grim / The Newspaper"                   | 1:11    |  |
| 15.                      | "The Boggarts"                               | 3:01    |  |
| 16.                      | "On the Bridge - Remembering Mother"         | 1:47    |  |
| 17.                      | "The Portrait Gallery"                       | 2:08    |  |
| 18.                      | "The Big Doors and The Great Hall Ceiling"   | 2:15    |  |
| 19.                      | "Page 394 and Quidditch, Third Year"         | 4:02    |  |
| 20.                      | "A Walk in the Woods and Bird's Flight"      | 2:53    |  |
| 21.                      | "The Snowball Fight"                         | 1:05    |  |
| 22.                      | "The Three Broomsticks"                      | 3:51    |  |
| 23.                      | "Summoning the Patronus"                     | 3:26    |  |
| 24.                      | "Buckbeak's Fate and The Marauder's Map"     | 3:15    |  |
| 25.                      | "About Pettigrew / The Crystal Ball"         | 3:22    |  |

### Harry Potter - The John Williams Soundtrack Collection: Disc 7
| A trilha sonora do [continuação] |                                              |         |  |
| N.º                              | Título                                       | Duração |  |
| 1.                               | "The Dementors Converge [versão do filme]"   | 3:10    |  |
| 2.                               | "Time Past / Saving Buckbeak"                | 9:57    |  |
| 3.                               | "Lupin's Transformation"                     | 2:05    |  |
| 4.                               | "Buckbeak Saves the Day / Watching the Past" | 2:43    |  |
| 5.                               | "The Rescue of Sirius"                       | 1:22    |  |
| 6.                               | "Sirius Says Goodbye / Turning Time Back"    | 2:16    |  |
| 7.                               | "Lupin's Departure"                          | 1:22    |  |
| 8.                               | "The Firebolt and End Credits Suite"         | 7:22    |  |

| Música original |                        |         |  |
| N.º             | Título                 | Duração |  |
| 9.              | "The Wizards' Consort" | 2:48    |  |
| 10.             | "Hogsmeade Candy Box"  | 1:21    |  |
| 11.             | "A Winter's Spell"     | 1:14    |  |

| Músicas adicionais |                                        |         |  |
| N.º                | Título                                 | Duração |  |
| 12.                | "Lumos! (Hedwig's Theme)"              | 1:40    |  |
| 13.                | "Aunt Marge's Waltz [alternativa]"     | 2:34    |  |
| 14.                | "The Knight Bus [alternativa]"         | 3:58    |  |
| 15.                | "Apparition on the Train"              | 2:20    |  |
| 16.                | "More Grim and Boggarts"               | 1:37    |  |
| 17.                | "Quidditch, Third Year"                | 3:54    |  |
| 18.                | "Window to the Past"                   | 3:58    |  |
| 19.                | "Saving Buckbeak [trecho alternativo]" | 4:24    |  |
| 20.                | "Lupin's Transformation [alternativa]" | 2:05    |  |
| 21.                | "Watching the Past [alternativa]"      | 2:21    |  |
| 22.                | "The Dementors Circle"                 | 0:46    |  |
| 23.                | "The Patronus Light"                   | 1:16    |  |
| 24.                | "The Patronus Power"                   | 0:47    |  |
| 25.                | "The Dementors Converge"               | 3:15    |  |

## Detalhes

### Lumos! (Hedwig's Theme)
Esse é o último filme da série Harry Potter a usar o "Hedwig's Theme" em sua forma original, que se desenvolve gradualmente durante a abertura (até os créditos de Deathly Hallows - Parte 2). Essa versão inclui uma melodia de celeste um pouco mais sinistra e mantém a melodia de sopro de madeira, mas apresenta um motivo curto de harpa no final.

### "Double Trouble"
"Double Trouble" foi composta por John Williams durante a produção do filme, pois ele a considerou uma calorosa recepção de volta a Hogwarts. A música foi cantada pela London Oratory School Schola, e sua letra foi tirada diretamente da peça Macbeth, de William Shakespeare, na qual é dita por três bruxas.

### "Forward to Time Past"
"Forward to Time Past" é ouvida quando Hermione e Harry usam o Vira-Tempo para voltar no tempo. Durante toda a peça, ouve-se um som de tique-taque, indicando que o tempo está se esgotando. Muitas cordas florescentes se sobrepõem ao motivo de quatro notas que os metais repetem ritmicamente e, por fim, as pequenas explosões de sopro de madeira reforçam a sensação de movimento.

### "The Dementors Converge"
"The Dementors Converge" é ouvida quando Harry está tentando salvar Sirius Black dos Dementadores. A peça consiste principalmente de cordas dissonantes e trêmulas no início, mas, à medida que avança, Williams tece piccolos pontuados e notas longas de metais que gradualmente aumentam a tensão ameaçadora. Isso leva a um clímax em que grupos estrondosos de tímpanos e um coral são introduzidos, apenas para diminuir, seguidos por uma vibração atmosférica da harpa. Em seguida, as cordas conduzem a outro extremo que usa trechos de "The Patronus Light", de Williams, intercalados por metais ásperos e rangentes. A música parece se extinguir instantaneamente; no entanto, o som familiar das cordas exuberantes e da celesta (tão proeminente nas partituras anteriores de Williams para esses filmes) subjuga a tensão.

## Recepção e avaliações
O álbum foi bem recebido entre os críticos de música de cinema. Archie Watt, do MovieCues, elogiou muito a trilha sonora, chamando-a de "Um dos melhores álbuns de 2004 e que vale a pena ser ouvido por qualquer fã de música de cinema ou de John Williams".